# Emblema estatal de São Tomé i Príncipe
L'emblema estatal de São Tomé i Príncipe, que fa les funcions d'escut d'armes tot i no ajustar-se estrictament a les regles de l'heràldica tradicional, fou adoptat arran de la independència el 1975 i apareix descrit a l'article 14 de la Constitució de la manera següent:
La insígnia és constituïda per la figura d'un falcó a l'esquerra i un papagai a la dreta, separats per un escut de forma oval, amb l'abscissa vertical de dimensió 0,33 vegades superior que l'horitzontal i a l'interior del qual es destaca una palmera situada al llarg de l'abscissa vertical.
L'escut central, d'or, conté una palmera al natural i va timbrat amb un borlet d'atzur i d'or somat d'una estrella de cinc puntes de sable perfilada d'atzur. Té com a suports un falcó a la destra i un papagai a la sinistra, tots dos al natural. A la part superior hi ha escrita, en una cinta d'or, la denominació oficial de l'estat en portuguès: REPÚBLICA DEMOCRÁTICA DE SÃO TOMÉ E PRÍNCIPE. A la part inferior de l'escut hi figura també, escrit en una cinta d'or, el lema nacional: UNIDADE – DISCIPLINA – TRABALHO ('Unitat – Disciplina – Treball').

## Escuts històrics

«Escut gran» de la colònia portuguesa de São Tomé i Príncipe (1935-1951)
«Escut gran» de la província portuguesa de São Tomé i Príncipe (1951-1975)
«Escut petit» de São Tomé i Príncipe durant la dominació portuguesa (1935-1951)